# Alice Montagu
Pour les articles homonymes, voir Alice Montagu-Douglas-Scott.
Titre
Comtesse de Salisbury
3 novembre 1428 – 9 décembre 1462
(34 ans, 1 mois et 6 jours)
Alice Montagu (1407 - avant le 9 décembre 1462) était une aristocrate anglaise et suo jure la 5e comtesse de Salisbury, 6e baronne Monthermer et 7e et 4e baronne Montagu, ayant succédé à son père en 1428. Son mari, Richard Neville est devenu le 5e comte de Salisbury par son mariage avec elle,.

## Mariage et descendance
Alice est née en 1407. Elle est l'unique fille et l'enfant légitime, de Thomas Montaigu, et d'Éléonore Holland, fille de Thomas Holland, 2e comte de Kent, et d'Alice FitzAlan. Cette dernière était la fille de Richard FitzAlan et d'Éléonore de Lancastre. 
En 1420, elle épousa Richard Neville. À la mort de son père, Thomas Montagu, en 1428, Neville devint le 5e comte de Salisbury de droit, par son mariage avec Alice Montagu, qui elle, devient Comtesse de Salisbury. 
Le siège principal de la famille était le manoir Bisham dans le Berkshire, bien que leurs terres s'étendent principalement autour de Christchurch dans le Hampshire et le Wiltshire. 
Elle mourut quelque temps avant le 9 décembre 1462 et fut enterrée dans le mausolée des Montagu à l'abbaye de Bisham. 
Alice et Richard ont eu dix enfants qui ont survécu à la petite enfance: 
- Jeanne (v. 1424-1462), épouse William FitzAlan ;
- Cécile (v. 1425-1450), épouse Henry de Beauchamp, puis John Tiptoft ;
- Richard (1428-1471), comte de Warwick ;
- Thomas (v. 1429-1460), chevalier ;
- Alice (v. 1430-1503), épouse Henry FitzHugh ;
- John (v. 1431-1471), marquis Montagu ;
- George (1432-1476), archevêque d'York ;
- Éléonore (v. 1438-1472), épouse Thomas Stanley ;
- Ralph (v. 1440, mort jeune) ;
- Catherine (1442-1504), épouse William Bonville, puis William Hastings ;
- Margaret (v. 1444-1506), épouse John de Vere ;
- Robert (v. 1446, mort jeune).